# 朱善
朱善（1340年—1413年），字备萬，号一斋。丰城（今江西丰城）人。明朝初期政治人物。

## 生平
生於元惠宗至元六年（1340年），元末兵亂期間隱居侍奉繼母。明朝初年，擔任南昌教授。洪武八年（1375年）廷對第一，授翰林院修撰。洪武十八年，任文淵閣大學士，嘗講《家人卦》、《心箴》等。卒于明成祖永乐十一年（1413年），謚文恪。有《詩經解頤》、《史輯》傳世。